# Margit Barnay
Margit Barnay, nom de scène de Margot Rosenstock (née le 5 avril 1896 à Berlin, mort le 11 janvier 1974 à Berlin-Zehlendorf) est une actrice allemande.

## Carrière
Margit Barnay est la fille de l'avocat Siegfried Rosenstock (1857-1922). Sa mère est la chanteuse et peintre Charlotte Barnay (1872–?), fille de l'acteur de théâtre Ludwig Barnay (de) et de la chanteuse d'opéra Marie Kreuzer (de). Le frère de Margit est le peintre et compositeur Helmut Barnay (1902–?).
Elle suit d'abord le chemin de sa mère et se forme à la musique et à la peinture. À la fin de la Première Guerre mondiale en 1918, le réalisateur Siegfried Dessauer (de) la convainc de changer de carrière et place pour la première fois Margit Barnay devant la caméra en tant que protagoniste féminine de sa production Kinder der Liebe. Margit Barnay travaille très tôt avec les principaux réalisateurs de la République de Weimar, notamment Friedrich Wilhelm Murnau, qui lui confie les rôles principaux de Satanas et Der Knabe in Blau.
Jusqu'à peu avant la fin de l'ère du cinéma muet, certains réalisateurs célèbres des années 1920 engagent l'artiste aux cheveux noirs, notamment Urban Gad, Otz Tollen, James Bauer (de), Jaap Speyer, Rudolf Walther-Fein (de), Otto Rippert, Johannes Guter, Reinhold Schünzel et Leo Mittler. Margit Barnay tourne film sur film en seulement huit ans, jusqu'à une douzaine de films en une seule année. Cependant, aucune de ces productions n’a une grande postérité dans l'histoire du cinéma. Après environ 45 films, Margit Barnay met fin à sa carrière en 1927 de façon soudaine.
Après la Seconde Guerre mondiale, Margit Barnay travaille comme rédactrice à la chaîne berlinoise RIAS.

## Vie privée
Margit Barnay épouse l'architecte puis urbaniste gouvernemental Hans Schmidt-Werden le 17 octobre 1918. La future actrice Sybil Werden est issue de ce mariage en 1924, après quoi Margit Barnay cesse de jouer dans des films jusqu'en 1926.
Pendant le Troisième Reich, Margit Barnay, protégée par son mariage avec l'"aryen" Schmidt-Werden, est exclue de toute activité artistique pour des raisons raciales : selon la législation raciale nazie, elle est considérée comme une "juive aux trois quarts" et une " métisse du premier degré", elle se voit refuser l'admission de la Chambre du cinéma du Reich. Pour contourner l'exigence de l'ordonnance nazie de changement de nom de 1938 selon laquelle elle doit adopter le deuxième prénom Sara, elle change son prénom en Jana. Le mariage avec Schmidt-Werden finit par un divorce en 1948. En 1957, elle reprend le prénom de Margot.

## Filmographie
- 1919 : Der Knabe in Blau
- 1919 : Satanas
- 1919 : Die Eidechse
- 1919 : Kinder der Liebe
- 1920 : Ferréol
- 1920 : Uriel Acosta
- 1920 : Die Maske des Todes
- 1920 : Der Schädel der Pharaonentochter
- 1920 : Das Gesicht im Spiegel
- 1921 : Ich bin du
- 1921 : Die Dame im Koffer
- 1921 : Der Schrein der Medici
- 1921 : Begierde
- 1921 : Das Experiment des Prof. Mithrany
- 1921 : Die Fremde aus der Elstergasse
- 1921 : Aus den Akten einer anständigen Frau
- 1921 : Der rätselhafte Tod
- 1921 : Die Diamentenkonkurrenz
- 1922 : Die Tigerin
- 1922 : Der schlummernde Vulkan
- 1922 : Brigantenrache (de)
- 1922 : Die siebtente Nacht
- 1922 : Die Talfahrt des Severin Hoyer
- 1922 : Der Mann ohne Beruf
- 1922 : Samson
- 1922 : Alexandra
- 1922 : Das Liebesnest 1
- 1922 : Es kommt ein Tag
- 1922 : Don Juan
- 1922 : Bigamie
- 1922 : Istanbul'da istirap
- 1922 : Die schwarze Paula
- 1922 : Die Talfahrt des Severin Hoyey
- 1922 : Wem nie durch Liebe Leid geschah
- 1922 : Frauen, die die Ehe brechen
- 1922 : Der Liebesroman des Cesare Ubaldi
- 1922 : Nur eine Nacht
- 1923 : Der Frauenkönig
- 1923 : Said. Ein Volk in Ketten
- 1923 : Das schöne Mädel
- 1923 : Ich hatt‘ einen Kameraden
- 1923 : Das Abenteuer von Sagossa
- 1924 : Gift und Liebe
- 1924 : Verkrachte Existenzen
- 1924 : Die Egoisten. Die reich heiraten wollen
- 1926 : In der Heimat, da gibt’s ein Wiedersehn! (de)
- 1927 : Der Sieg der Jugend
- 1927 : Zwei unterm Himmelszeit
- 1927 : Benno Stehkragen